# Per-Inge Bengtsson
Per-Inge Bengtsson (Karlstad, Varmlândia, 29 de outubro de 1961) é um ex-canoísta sueco especialista em provas de velocidade.

## Carreira
Foi vencedor das medalhas de prata em K-2 500 m com o seu colega de equipa Lars-Erik Moberg e em K-4 1000 m com os seus colegas de equipa Lars-Erik Moberg, Tommy Karls e Thomas Ohlsson em Los Angeles 1984.